# سويداء عالية
السويداء العالية (الاسم العلمي: Suaeda altissima) هي نوع من النباتات يتبع جنس السويداء من الفصيلة القطيفية.

## الموئل والانتشار
موطنها بلاد الشام ومصر والمغرب العربي والقوقاز وبعض مناطق أوروبا.